# Pardosa xerampelina
Pardosa xerampelina este o specie de păianjeni din genul Pardosa, familia Lycosidae. A fost descrisă pentru prima dată de Keyserling, 1877. Conform Catalogue of Life specia Pardosa xerampelina nu are subspecii cunoscute.